# Pesquisa de mercado
Para melhor atender um mercado-alvo, as organizações devem dispor de informações relevantes sobre seu campo de atuação, seu negócio, sua concorrência e especialmente seus clientes. O processo de pesquisa de mercado consiste na definição do problema e dos objetivos de pesquisa, desenvolvimento do plano de pesquisa, coleta de informações, análise das informações e apresentação dos resultados para administração. Ao realizarem pesquisa, as organizações devem decidir se devem coletar os dados ou usar dados já disponíveis. Devem também decidir sobre qual será a abordagem da pesquisa (observação, grupo focal, levantamento, experimental) e que instrumento (questionários ou dispositivos mecânicos) usar.
O objetivo da análise de mercado é compreender as dinâmicas do mercado. É necessário identificar os fatores-chaves de sucesso que estão em surgimento, as tendências, ameaças e oportunidades, assim como as incertezas estratégicas que podem orientar a coleta de informação e sua análise.
A principal razão para uma organização adotar a pesquisa de mercado é a descoberta de uma oportunidade de mercado. Uma vez com a pesquisa concluída, a empresa deve, cuidadosamente, avaliar suas oportunidades e decidir em que mercados entrar. Os mercadólogos dependem ainda da pesquisa de mercado para determinar aquilo que os consumidores querem e quanto estão dispostos a pagar. Eles esperam que este processo lhes confira uma vantagem competitiva sustentável.

## Definição de Mercado
Como as empresas, de maneira geral, raramente conseguem vender para todo mercado, a tendência é elas atuarem direcionando seus esforços para apenas uma parte desse mercado. Para cada mercado-alvo escolhido a empresa desenvolve uma oferta. O mercado é constituído de um grupo de potenciais compradores de um produto ou serviço. A oferta é posicionada na mente dos compradores-alvo como possuidora de algum tipo de beneficio fundamental.
No passado o mercado era constituído de um espaço físico no qual os compradores e vendedores se reuniam para trocar mercadorias por dinheiro. Atualmente os economistas descrevem o mercado como conjunto de compradores e vendedores que negociam determinado produto ou classe de produto, em qualquer lugar, na internet, por telefone, por computador, pela televisão interativa.

## Dimensões de uma análise de mercado
A natureza e o conteúdo da análise de um mercado e de seus produto-mercados relevantes dependem do contexto, mas muitas vezes incluirão também as seguintes dimensões:
- Tamanho atual e potencial do mercado.
- Crescimento de mercado.
- Estrutura de custo.
- Sistemas de distribuição.
- Tendência e desenvolvimento.
- Fatores-chaves de sucesso.

## Tipos de métodos de pesquisa de mercado
Metodologicamente, a pesquisa de mercado faz uso dos seguintes quatro tipos de métodos:
- Pesquisa de mercado qualitativa - normalmente usada para pequenos números de pesquisados - não generalizável para o todo da população - a significância estatística e nível de confiança não são calculados. Neste tipo de pesquisa, se busca mais conteúdo, portanto se analisa também informações subjetivas, estruturas de pensamento e conteúdos profundos. Para tal é necessária a utilização de um roteiro aberto. Exemplos deste tipo de método são os focus groups (grupo focal), entrevistas em profundidade, e técnicas de projeção.
- Pesquisa de mercado quantitativa - geralmente usada para tirar conclusões - testa uma hipótese específica - usa técnicas de amostra por forma a poder fazer inferências a partir da amostra para a totalidade da população. Em geral, este tipo de pesquisa busca um resultado estatístico e ela permite estimar informações amplas e diversificadas. Para tal é necessária a utilização de um questionário estruturado. Envolve um grande número de respondentes. Exemplos: Inquéritos estatísticos, questionários e enquetes.
- Técnicas de observação - o pesquisador observa o fenômeno social no seu ambiente natural. As observações podem ocorrer transversalmente (observações feitas de uma vez) ou longitudinalmente (observações ocorrem ao longo de determinados períodos). Exemplos são a análise do uso de produtos e a utilização de cookies para observar comportamento na internet.
- Técnicas experimentais - o pesquisador cria um ambiente quase-artificial para tentar controlar fatores espúrios e depois manipula pelo menos uma das variáveis. Exemplos são laboratórios de compra e testes de mercado e também mercearias.
- Pesquisa A/B - o pesquisador segmenta sua base em dois grupos e submete cada um a um experimento diferente, observando qual experimento tem resultado mais satisfatório.